# Céor
Der Céor ist ein Fluss in Frankreich, der im Département Aveyron in der Region Okzitanien verläuft. Er entspringt am Hochplateau Lévézou, an der südwestlichen Gemeindegrenze von Salles-Curan, entwässert generell Richtung Südwest und mündet nach 56 Kilometern im Gemeindegebiet von Saint-Just-sur-Viaur als linker Nebenfluss in den Viaur.

## Orte am Fluss
- Arvieu
- Salmiech
- Cassagnes-Bégonhès
- Meljac